# 하루카제 도레미
하루카제 도레미(일본어: 春風どれみ, 영어: Dorie Goodwyn, 한국어: 도레미)는 토에이 애니메이션의 오리지널 애니메이션인《꼬마마법사 레미》에 등장하는 메인 주인공이다. 일본 성우는 치바 치에미가 대한민국에서는 포르테까지 박영희가 비바체부터 양정화가 역할을 맡았으며, 재더빙판에서는 김채린이 맡았다.

## 인물
도쿄도 미소라시 미소라쵸라는 가공의 마을에서 살고있다. 덜렁이에 말버릇은 "세계 제일 불행한 미소녀"를 자칭하면서도 호김이 왕성하고 낙천적인 성격으로 밝고 적극적인 소녀. 아버지는 피싱라이터인 하루카제 케이스케, 어머니는 전업주부인 하루카제 하루카 할아버지는 하루카제 코스케, 할머니는 하루카제 오카, 여동생은 하루카제 폿프. 더욱이 미래에서 온 손녀의 이름은 파미이다.
머리 좌우 대칭으로 붙어 있는 "경단"이라하는 2개의 거대한 묶은 머리가 트레이드 마크이다. 수수께끼의 기계로 머리 모양을 세트 하고 있는 것 같지만, 영상에 등장한 일은 없었다. 작동음은 CD 드라마 외에 제4기8화에서도 들을 수 있지만 역시 이상한 장치 인것 같다. 눈 앞에서 본 하나는 "메카 같은 거야"라고 표현하고 있는데, 경단을 만들 때에는 큰 기계 소리가 나고 있다. 덧붙여 2기 2화에서 어머니와 입욕 후의 씬에서는 드라이어와 빗으로 머리를 경단으로 묶었다. 머리를 푼 적은 별로 등장하지 않았지만, 머리카락 길이가 허리에 닿을 만큼 길다. 머리카락의 끝 쪽이 경단머리에 의해서인지 서있지만 기본적으로는 스트레이트 헤어이다. 시리즈를 거쳐 성장할 때마다 경단은 서서히 작아지며 3학년 때에는 고무공 같이 튀는 연출도 있었었다.
공부를 못하며 미남에게 잘 반하지만 그만큼 잘 차인다. 말버릇은 "나는 세계에서 제일 불행한 미소녀일지도~". 볼을 부풀려서 좌우로 얼굴을 왔다갔다 하며 "뿟뿌의 뿌!"도 있다. 또한 이 "뿟뿌의 뿌"는 후 시리즈에 하나를 시작으로 마녀계 아이들이 흉내내기를 한다. 또 가끔 어미에 "~인거야!(…なのさ~!)"를 붙이는 일도 종종있다. 하나 사건 이후로 FLAT4(특히 아카츠키)와는 우호적으로 만나고 있다. 도레미가 상상한 자신의 마녀 개구리 모습은 어째서인지 전신이 핑크색이며 경단 두 개가 있다.
마녀를 동경해 유치원 때에는 마녀가 되는 것을 꿈꾸고 있어서 책에 있던 마법 주문을 주창하기도 했었다. 어느날 자신도 모르게 도착한 "마키하타야마 리카의 마법당"이라고 하는 가게의 주인 마조리카가 마녀인 것을 알게 되어서, 마조리카를 원래 모습으로 만들기 위해 "견습 마녀"가 되어서 동경의 마녀가 되기 위한 수행을 시작한다. 마녀를 목표로 하는 것에 있어서 직접적인 동기는 "좋아하는 사람에게 고백하는 용기를 가지고싶다."이다.
견습 마녀가 되었을 때는 "시간을 멈추는 마법"을 연속 성공 시켜서 소질이 있었던 것으로 보였으나, 빗자루를 능숙하게 타지 못하고 변신해도 인형이 되거나 매지컬 스테이지의 실패 원인을 만들거나 진급 시험에만 불합격이되거나라는 다른 멤버들보다 고전적인 모습이 눈에 띄었지만 2급에서는 4급에서 월반으로 합격했다.
변신 후의 "프리티 위치 도레미치"라는 포징은 "분위기로"라는 이유로 스스로 만든 것으로, 이 포징을 최초로 한 것은 당연히 고안 한 도레미이다. 다른 MAHO당을 돕기 위해 모인 멤버도 변신 후에 "프리티 윗치 ○○○치"(○○○에는 자신의 이름이 들어간다.)라는 포징을 한다. 다남, 예를 들면 온푸는 MAHO당 돕기에 참가하지 않았던 무렵의 변신 씬에서는 이러한 포징은 실시하지 않았기 때문에 나중에 들어간 멤버가 실시하는 것은 아마 도레미나 다른 MAHO당 멤버가 가르쳤던 것 같다.
유치원 때 후지와라 하즈키가 귀여워하던 토끼의 얼굴에 낙서를 하거나 초등학교 1학년때는 카오리의 스케치북에 낙서를 하거나 초등학교 2학년 때에는 반 친구인 코타케 테츠야의 책상안에 개구리를 넣거나 상당히 응석적인 유아 시절을 보냈던 것 같지만 지금은 "있는 것만으로도 모두를 즐겁게 할 수 있어서 누구랑도 친해질 수 있다."담임 세키선생님이나 반 친구들, 마녀계의 여왕에게도 인정받는 마음이 상냥한 아이. 평상시에는 얼빠지고 여동생과 비교해도 믿음직스럽지 못하지만, 참견으로 어려운 문제에 직면한 친구를 구하는 언동은 시청자의 가슴에 와 닿는 것이다.
그 반면, 스스로도 감정이 다 억제할 수 없을 때가 가끔씩 있다. 제3기에 반 친구인 야마우치 노부아키와 사토 나츠미가 부친끼리의 시시한 과거의 언쟁이 원인으로 갈라 졌을 때에 양가의 부친에게 반 이성을 잃어 두 사람의 사이 좋은 점을 강하게 호소하거나 제4기 51회에서 MAHO당 모두가 전원 자신을 떠나는 것을 참을 수 없어, 졸업식을 하기 전에 MAHO당에 들어가 한참 동안 안나왔던 적도 있다.
3학년 종업식 날에 마녀의 아기인 하나의 모친이 된다. 다섯살 무렵부터 피아노를 배우고 있었지만, 어머니 하루카(자신의 무너진 꿈을 맡기려고 한 나머지)너무 어려운 가르침이 압박이 되어서 발표회에서 실수를 저질러버린 것으로 피아노가 싫게 돼버렸다는 씁슬한 과거를 가지고있다. 그 때 자신의 잘못을 깨달은 하루카가 가르치는 것을 멈추고 피아노도 매도해 버렸지만, 후에 2기에서 폿프가 스스로 희망으로 피아노를 배우기 시작한 것을 계기로 하루카제 가에 다시 피아노가 들여저, 도레미도 다시 스스로의 의지로 취미로 즐기는 레벨이면서도 피아노를 하기 시작했다. 또 발표회에서 실수했을 때에 오는 길에 레스토랑에서 스테이크를 먹고서 맛있어가지고 대단히 스테이크를 좋아하게 되지만, 몇번이나 스테이크를 먹으려고 할 기회가 있었어도 결국 먹을 수 없게 됐다는 작품에서 스테이크가 나왔을 때의 약속이 되고 있을 만큼 스테이크와는 인연이 없다. 예외편인 비밀의 제13화에서도 파미에 의하면 그 시점에서 스테이크를 먹은 것은 태어났을 때부터 세어도 불과 한번만인 일인것같다. 여름 철에는 보리차를 마시지 않을 수 없는 것 같아서, 자주 보리차 중독에 걸려버린다.다른 한편 온푸가 출장한 오디션에 나간 후, 왜인지 최종 심사까지 남아 있었다.
유치원 때부터 쭉 반이 같았던 코타케 테츠야와 언제나 사소한 일로 싸우고 있다. 주위에서는 사이가 좋다고 생각하고 있지만, 본인은 "코타케랑 같은 취급하지 말아줘!"라고 하며 겉으로는 꽤나 싫어하는 척하지만 별로 그렇게 싫어하지는 않은 편. 하나가 "도레미랑 코타케군은 사이가 좋아보이네"라고 했을 때에는 코타케와 함께 얼굴이 붉어지는 둥, 아마 도레미 자신도 코타케에 대해서 약간이지만 호의를 가지고 있다고 생각한다.
초등학교 5학년때 손녀인 파미와 만난다. 파미는 머리 모양과 그 색과 비슷한 옷의 디자인이 조금 다른 점을 제외하면 도레미와 닮았다고 할 정도로 닮았다. 덧붙여서 공통점은 손녀도 견습 마녀라는 것.주문도 도레미와 같은 "삐리카 삐리랄라 포포리나 페페르트"말버릇도 "세계 제일의 불행한 미소녀". 좋아하는 것은 스테이크이며 얼빠졌다는 것 등, 도레미와 닮은 점이 많다. 단지 파미는 도레미가 예전에는 견습 마녀였다는 사실을 알지 못했고 도레미에게 마녀가 실재한다는 것을 전하기 위해 과거로 와서 도레미와 만났다. 덧붙여 도레미의 히나인형 세트는 손녀에게까지 전해지고 있다.
"기동 전대 배틀 레인저"의 대팬으로, 그걸 흉내네 "엉터리마녀 전대 마조 레인저"라는 것을 결성했던 적이 있어, 제1기42화에는 마조 핑크, 제4기24화에는 마조레드를 연기하고 있다. 덧붙여 기동 전대 배틀 레인저로 배틀 레드는 무려 무려 최종회 가까이 신필살기술을 짜내고 있는 것같다. 반 친구인 요코가와 노부코가 쓴 소설이나 만화에서 자주 충견 도레미를 하고있다. 충견 도레미는 마하2로 달리는 것과 인간의 말을 알 수 있는 것같다. 제3기에서는 충견 도레미는 하즈키 박사에 의해서 "충견 변형 도레미 로봇"으로 변신할 수 있도록 개조되었다. 도레미 로봇의 필살 기술은 "도레미 로봇 경단 다이나믹". 조정석의 정면에 있는 BonBon이라하는 버튼을 누르면 발사된다. 또한 "하나 일좌"라고해서 마녀유치원의 학예회에서 극을 했을 때에는 도레미 로봇은 악역이었다. 한층 더 제4기8화에서는 닌자견 도레미라해서 등장하지만, 매우 약하다. 최종화에서는 노부코가 쓴 소설에는 도레미가 주인공으로 나오지만 인간이 아니고, 우주인과 같은 형상의 캐릭터였다.
게다가 2001년 5월 6일(아스카 모모코의 생일)에 숙적 타마키 레이카와 "아가씨들"이라는 개그콤비를 결성했고 SOS트리오나 츠요켄보다는 평판이 좋고 웃기는 게 어려운 오사카 출신의 세노오 아이코 아버지 코우지에게도 절찬 받은 정도. 그 후 회장 선거에 타마키가 입후보 했을 때에는 응원 연설의 장소에서 아가씨들을 재결성했다.
본래 주인공에게는 "온푸"라는 이름이 주어질 예정으로 "도레미"는 그 여동생의 이름으로 하려했으나 "온푸"가 상표상의 문제로 NG된 일로부터 급거 "도레미"라는 이름이 주인공의 이름이 되었다.
호칭은 주로 "도레미짱"이지만 팬들에게는 "도레미씨"라고 경칭으로 불릴 때가 많다.(세키 선생님, 반 애들 중에서 일부에게는 "하루카제", 타마키 레이카만 "하루카제씨", 코타케만 "도지미"라고 부른다.)